# Mugilogobius
Mugilogobius – rodzaj ryb z rodziny babkowatych.

## Klasyfikacja
Gatunki zaliczane do tego rodzaju:
| - Mugilogobius abei - Mugilogobius adeia - Mugilogobius amadi - Mugilogobius cagayanensis - Mugilogobius cavifrons - Mugilogobius chulae - Mugilogobius fasciatus - Mugilogobius filifer - Mugilogobius fuscus - Mugilogobius fusculus - Mugilogobius latifrons - Mugilogobius lepidotus - Mugilogobius littoralis | - Mugilogobius mertoni - Mugilogobius myxodermus - Mugilogobius notospilus - Mugilogobius nuicocensis - Mugilogobius platynotus - Mugilogobius platystomus - Mugilogobius rambaiae - Mugilogobius rexi - Mugilogobius rivulus - Mugilogobius sarasinorum - Mugilogobius stigmaticus - Mugilogobius tigrinus - Mugilogobius wilsoni |

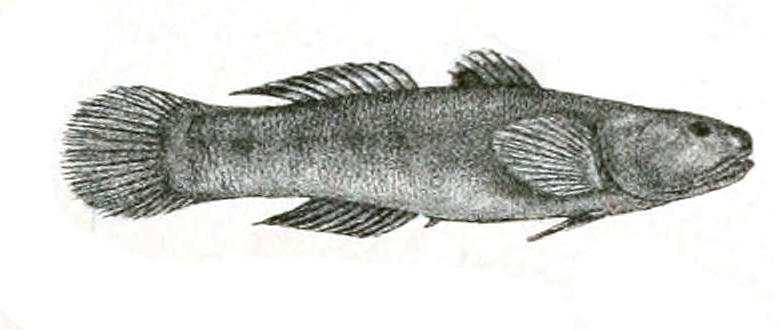
Mugilogobius platystomus